# U 996
U 996 war ein deutsches Unterseeboot des Typs VII C/41, ein sogenanntes „Atlantikboot“, das im Zweiten Weltkrieg durch die Kriegsmarine eingesetzt werden sollte.

## Technische Daten
Ein Typ VII C-Boot erreichte, getrieben von zwei Dieselmotoren bei der Überwasserfahrt eine Geschwindigkeit von 17 Knoten, hatte eine maximale Reichweite von 6500 sm und konnte unter Wasser mithilfe der zwei Elektromotoren 7,8 Knoten Fahrt machen, bei einer maximalen Reichweite von 80 sm. 

## Einsatz und Geschichte
Am 22. Juli 1943 wurde U 996 bei einem Luftangriff auf Hamburg, während der Ausrüstung im Werfthafen von Blohm & Voß, schwer beschädigt.
Das U-Boot wurde dann am 21. November 1943 an die Schichau Werft (Königsberg) abgegeben. Allerdings wurde die Abgabe nie ausgeführt.
Der Bau von U 996 wurde am 22. Juli 1944 annulliert und das U-Boot anschließend abgewrackt.